# Wydział Zamiejscowy Prawa i Nauk o Społeczeństwie KUL w Stalowej Woli
Wydział Zamiejscowy Prawa i Nauk o Społeczeństwie w Stalowej Woli – zamiejscowa jednostka naukowo-dydaktyczna Katolickiego Uniwersytetu Lubelskiego Jana Pawła II z siedzibą w Stalowej Woli. Z dniem 1 października 2019 roku została przekształcona w Wydział Nauk Inżynieryjno-Technicznych. 

## Profil kształcenia
Wydział oferował do 2018 roku następujące kierunki: 
- Ekonomia
- Inżynieria materiałowa
- Inżynieria środowiska
- Pedagogika
- Praca socjalna
- Prawo
- Socjologia[1]

Po 2019 roku studenci mieli możliwość kształcenia się na kierunkach:
- Inżynieria materiałowa
- Inżynieria środowiska

## Władze Wydziału
Dziekanem Wydziału był prof. dr hab. Andrzej Kuczumow.